# Piretrina

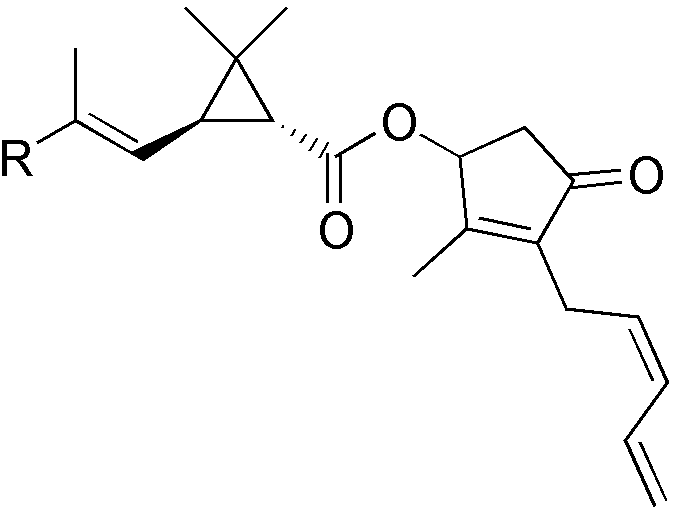
Figura 1. Estructura química de las piretrinas.
- piretrina I: R = CH_{3}
- piretrina II: R = CO_{2}CH_{3}

Las piretrinas son una mezcla de compuestos orgánicos que se encuentran de modo natural en las flores de plantas del género Chrysanthemum, como Chrysanthemum cinerariaefolium (denominado piretro o pelitre) o Chrysanthemum coronarium. Hasta un 20-25% del extracto seco de estas flores está formado por piretrinas, cuyos constituyentes se clasifican en dos grupos: las piretrinas I (CnH28O3) y las piretrinas II (CnH28O5), donde n puede ser 20, 21 o 22. Con el avance de la química orgánica entre 1919 y 1966 se han desarrollado unas versiones sintéticas de las piretrinas denominadas piretroides.
Aunque la actividad insecticida de este extracto ya era conocida en China desde el 1000 a. C., su uso se extendió a partir del siglo XIX cuando se aplicó en la eliminación de piojos. Las piretrinas se usan para controlar una amplia variedad de insectos (mosquitos, orugas, escarabajos, etc.) en el ámbito doméstico o en invernaderos. También se emplean como principios activos en productos fitosanitarios para tratar los animales domésticos (principalmente perros) o el ganado, sin embargo su uso está completamente desaconsejado en presencia de gatos al resultar tóxico para esta especie. Estas sustancias no se pueden usar en el exterior porque se degradan con relativa facilidad por a acción de la luz y del calor. Para aumentar su efectividad como insecticidas los preparados comerciales de piretrinas se acompañan de sustancias sinérgicas como el butóxido de piperonilo y el sulfóxido de piperonilo.

## Características físicas y químicas
Dentro de las piretrinas se conocen seis sustancias biológicamente activas con propiedades insecticidas. Estas moléculas se clasifican en los dos grupos antes señalados y sus propiedades se recogen en la tabla 1. Las moléculas del grupo piretrinas I son ésteres del ácido crisantémico y las del grupo piretrinas II son ésteres del ácido pirétrico.
| Grupo                         | Piretrinas I | Piretrinas I | Piretrinas I | Piretrinas II | Piretrinas II | Piretrinas II |
| ----------------------------- | ------------ | ------------ | ------------ | ------------- | ------------- | ------------- |
| Compuesto químico             | piretrina I  | cinerina I   | jasmolina I  | piretrina II  | cinerina II   | jasmolina II  |
| Estructura química            |              |              |              |               |               |               |
| Fórmula química               | C21H28O3     | C20H28O3     | C21H30O3     | C22H28O5      | C21H28O5      | C22H30O5      |
| Masa molecular                | 328,4        | 316,4        | 330,4        | 372,4         | 360,4         | 374,4         |
| Punto de ebullición (°C)      | 170          | 136-138      | -            | 200           | 182-184       | -             |
| Presión de vapor (mmHg)       | 2,02 x 10-5  | 1,1 x 10-6   | 4,8 x 10-7   | 3,9 x10-7     | 4,6 x 10-7    | 1,9 x 10-7    |
| Solubilidad acuosa (mg/L)     | 0,35         | 3,62         | 0,60         | 125,6         | 1038          | 214,8         |
| T medio volatilización (días) | 1,8          | 2,7          | 1,9          | 73,2          | 97,0          | 36,8          |

## Actividad insecticida
La actividad insecticida de las piretrinas y piretroides se debe a su acción sobre la bomba de sodio de las neuronas. Mediante un proceso fisicoquímico estas moléculas inhiben el cierre del canal de sodio de la membrana celular, de manera que producen una transmisión continua del impulso nervioso. Las consecuencias de esta transmisión continua son los temblores, la parálisis muscular (llamado "efecto derribo" o "knock-down", característico de las piretrinas II) y, eventualmente, la muerte (específica de las piretrinas I). Esta actividad insecticida, que afecta especialmente a los insectos voladores, depende de la estructura química. Para potenciar su acción insecticida, y con efectos sinérgicos, se añade butóxido de piperonilo.

## Efectos tóxicos y su tratamiento
La incorporación de las moléculas de piretrinas a un organismo animal (incluido el humano) puede realizarse por tres vías: dérmica, pulmonar (tras rociar la atmósfera con un producto que las contenga) y gástrica (por ingestión de comidas y bebidas contaminadas con estas sustancias). La absorción de piretrinas es más alta por las dos últimas vías. Una vez en el organismo, y según estudios realizados en modelos animales, parece que se eliminan con relativa facilidad ya que se dispone de enzimas hepáticos para su degradación, excepto en el caso de gatos, que no cuentan con esta enzima y para los que la piretrina y sus derivados pueden resultar mortales.
No obstante, cuando se produce una exposición prolongada o excesiva a las piretrinas y sus análogos, se han señalado efectos indeseables por su acción sobre el sistema nervioso central y, en menor medida, sobre el sistema nervioso periférico y muscular. Algunos de estos efectos, que dependen de la vía de entrada, son hormigueo, picor, calor, dolor de cabeza, dificultad respiratoria, etc. Tales síntomas son más acusados en niños que en adultos y su severidad depende de la presencia de otras enfermedades en el sujeto afectado.
Por otro lado, aunque se ha señalado que altas dosis de piretrinas inducen el desarrollo de tumores hepáticos en ratas, no se tienen pruebas de que exista tal riesgo en humanos.
Para el tratamiento de la intoxicación por piretrinas se recomienda:
1. uso de antihistamínicos para controlar las reacciones alérgicas.
2. apoyo respiratorio para las reacciones de anafilaxia.
3. aplicación de corticoesteroides tópicos para la dermatitis por contacto.
4. enjuagado de los ojos en el caso de contaminación ocular.

## Efectos medioambientales
Las piretrinas son inestables en el agua, hidrolizándose en compuestos carentes de toxicidad. También se degradan fácilmente por acción de la luz solar y del calor. Su persistencia en el suelo depende de diversos factores (viento, luz, temperatura y humedad ambientales, etc.), pero se ha estimado que poseen una semivida que varía entre las una y dos horas hasta las doce. En espacios interiores cerrados puede persistir hasta dos meses. 
Su impacto sobre las especies animales es variable: apenas es tóxico para los mamíferos o pájaros, pero es altamente nocivo para ciertos peces, insectos e invertebrados acuáticos.